# Tour de l'Utah 2014
Le Tour de l'Utah 2014 est la dixième édition de cette course cycliste par étapes masculine, disputée dans l'Utah, aux États-Unis. Il fait partie du calendrier de l'UCI America Tour 2014, en catégorie 2.1. Il comprend sept étapes, réparties sur sept jours, du 4 au 10 août.

## Présentation

### Équipes
Classée en catégorie 2.1 de l'UCI America Tour, le Tour de l'Utah est par conséquent ouverte aux UCI ProTeams dans la limite de 50 % des équipes participantes, aux équipes continentales professionnelles, aux équipes continentales et aux équipes nationales.
| Nom de l'équipe     | Pays       | Code |
| ------------------- | ---------- | ---- |
| Belkin              | Pays-Bas   | BEL  |
| BMC Racing          | États-Unis | BMC  |
| Cannondale          | Italie     | CAN  |
| Garmin-Sharp        | États-Unis | GRS  |
| Lampre-Merida       | Italie     | LAM  |
| Trek Factory Racing | États-Unis | TFR  |

| Nom de l'équipe  | Pays       | Code |
| ---------------- | ---------- | ---- |
| Drapac           | Australie  | DPC  |
| Novo Nordisk     | États-Unis | TNN  |
| UnitedHealthcare | États-Unis | UHC  |

| Nom de l'équipe                         | Pays       | Code |
| --------------------------------------- | ---------- | ---- |
| Bissell Development                     | États-Unis | BDT  |
| Funvic Brasilinvest-São José dos Campos | Brésil     | FUN  |
| Hincapie Sportswear Development         | États-Unis | BHD  |
| Jamis-Hagens Berman                     | États-Unis | JSH  |
| Jelly Belly-Maxxis                      | États-Unis | JBC  |
| Optum-Kelly Benefit Stratégies          | États-Unis | OPT  |
| SmartStop                               | États-Unis | SSC  |

## Étapes
| Étape | Date    | Parcours                       | Terrain                   | Distance | Vainqueur      | Leader du classement général |
| ----- | ------- | ------------------------------ | ------------------------- | -------- | -------------- | ---------------------------- |
| 1     | 4 août  | Cedar City – Cedar City        | Étape vallonnée           | 182,6 km | Moreno Hofland | Moreno Hofland               |
| 2     | 5 août  | Panguitch – Torrey             | Étape de moyenne montagne | 210,3 km | Michael Schär  | Jure Kocjan                  |
| 3     | 6 août  | Lehi – Miller Motorsports Park | Étape de plaine           | 190,3 km | Moreno Hofland | Jure Kocjan                  |
| 4     | 7 août  | Ogden – Powder Mountain (en)   | Étape de montagne         | 168,5 km | Tom Danielson  | Tom Danielson                |
| 5     | 8 août  | Evanston – Kamas               | Étape de moyenne montagne | 163,1 km | Eric Young     | Tom Danielson                |
| 6     | 9 août  | Salt Lake City – Park City     | Étape de montagne         | 172,5 km | Cadel Evans    | Tom Danielson                |
| 7     | 10 août | Park City – Park City          | Étape de montagne         | 125,5 km | Cadel Evans    | Tom Danielson                |

## Déroulement de la course

### 1reétape
|    | Coureur         | Équipe                         |    | Temps           |
| -- | --------------- | ------------------------------ | -- | --------------- |
| 1  | Moreno Hofland  | Belkin                         | en | 4 h 51 min 12 s |
| 2  | Jure Kocjan     | SmartStop                      | +  | m.t             |
| 3  | Andrea Palini   | Lampre-Merida                  |    | m.t             |
| 4  | Eric Young      | Optum-Kelly Benefit Stratégies |    | m.t             |
| 5  | Kiel Reijnen    | UnitedHealthcare               |    | m.t             |
| 6  | Danilo Wyss     | BMC Racing                     |    | m.t             |
| 7  | Rick Zabel      | BMC Racing                     |    | m.t             |
| 8  | Tanner Putt     | Bissell Development            |    | m.t             |
| 9  | Alex Howes      | Garmin-Sharp                   |    | m.t             |
| 10 | Serghei Țvetcov | Jelly Belly-Maxxis             |    | m.t             |

|    | Coureur         | Équipe                         |    | Temps           |
| -- | --------------- | ------------------------------ | -- | --------------- |
| 1  | Moreno Hofland  | Belkin                         | en | 4 h 51 min 02 s |
| 2  | Jure Kocjan     | SmartStop                      | +  | 4 s             |
| 3  | Andrea Palini   | Lampre-Merida                  |    | 6 s             |
| 4  | Eric Young      | Optum-Kelly Benefit Stratégies |    | 10 s            |
| 5  | Kiel Reijnen    | UnitedHealthcare               |    | 10 s            |
| 6  | Danilo Wyss     | BMC Racing                     |    | 10 s            |
| 7  | Rick Zabel      | BMC Racing                     |    | 10 s            |
| 8  | Tanner Putt     | Bissell Development            |    | 10 s            |
| 9  | Alex Howes      | Garmin-Sharp                   |    | 10 s            |
| 10 | Serghei Tvetcov | Jelly Belly-Maxxis             |    | 10 s            |

### 2eétape
|    | Coureur          | Équipe                          |    | Temps          |
| -- | ---------------- | ------------------------------- | -- | -------------- |
| 1  | Michael Schär    | BMC Racing                      | en | 5 h 3 min 00 s |
| 2  | Jure Kocjan      | SmartStop                       | +  | 2 s            |
| 3  | Serghei Tvetcov  | Jelly Belly-Maxxis              |    | 2 s            |
| 4  | Kiel Reijnen     | UnitedHealthcare                |    | 2 s            |
| 5  | Toms Skujiņš     | Hincapie Sportswear Development |    | 2 s            |
| 6  | Cadel Evans      | BMC Racing                      |    | 2 s            |
| 7  | Tanner Putt      | Bissell Development             |    | 2 s            |
| 8  | Luca Wackermann  | Lampre-Merida                   |    | 2 s            |
| 9  | Wilco Kelderman  | Belkin                          |    | 2 s            |
| 10 | Brent Bookwalter | BMC Racing                      |    | 2 s            |

|    | Coureur         | Équipe                          |    | Temps           |
| -- | --------------- | ------------------------------- | -- | --------------- |
| 1  | Jure Kocjan     | SmartStop                       | en | 9 h 54 min 02 s |
| 2  | Michael Schär   | BMC Racing                      | +  | 2 s             |
| 3  | Serghei Tvetcov | Jelly Belly-Maxxis              |    | 8 s             |
| 4  | Kiel Reijnen    | UnitedHealthcare                |    | 12 s            |
| 5  | Tanner Putt     | Bissell Development             |    | 12 s            |
| 6  | Cadel Evans     | BMC Racing                      |    | 12 s            |
| 7  | Luca Wackermann | Lampre-Merida                   |    | 12 s            |
| 8  | Alex Howes      | Garmin-Sharp                    |    | 12 s            |
| 9  | Robin Carpenter | Hincapie Sportswear Development |    | 14 s            |
| 10 | Carter Jones    | Optum-Kelly Benefit Stratégies  |    | 17 s            |

### 3eétape
|    | Coureur         | Équipe                         |    | Temps           |
| -- | --------------- | ------------------------------ | -- | --------------- |
| 1  | Moreno Hofland  | Belkin                         | en | 4 h 29 min 41 s |
| 2  | Andrea Palini   | Lampre-Merida                  | +  | m.t             |
| 3  | Eric Young      | Optum-Kelly Benefit Stratégies |    | m.t             |
| 4  | Ken Hanson      | UnitedHealthcare               |    | m.t             |
| 5  | Wilco Kelderman | Belkin                         |    | m.t             |
| 6  | Jure Kocjan     | SmartStop                      |    | m.t             |
| 7  | Rick Zabel      | BMC Racing                     |    | m.t             |
| 8  | Kiel Reijnen    | UnitedHealthcare               |    | m.t             |
| 9  | Alan Marangoni  | Cannondale                     |    | m.t             |
| 10 | Gavin Mannion   | Garmin-Sharp                   |    | m.t             |

|    | Coureur         | Équipe                          |    | Temps            |
| -- | --------------- | ------------------------------- | -- | ---------------- |
| 1  | Jure Kocjan     | SmartStop                       | en | 14 h 23 min 43 s |
| 2  | Michael Schär   | BMC Racing                      | +  | 2 s              |
| 3  | Serghei Tvetcov | Jelly Belly-Maxxis              |    | 8 s              |
| 4  | Robin Carpenter | Hincapie Sportswear Development |    | 11 s             |
| 5  | Kiel Reijnen    | UnitedHealthcare                |    | 12 s             |
| 6  | Cadel Evans     | BMC Racing                      |    | 12 s             |
| 7  | Luca Wackermann | Lampre-Merida                   |    | 12 s             |
| 8  | Tanner Putt     | Bissell Development             |    | 12 s             |
| 9  | Alex Howes      | Garmin-Sharp                    |    | 12 s             |
| 10 | Wilco Kelderman | Belkin                          |    | 17 s             |

### 4eétape
|    | Coureur            | Équipe                                  |    | Temps           |
| -- | ------------------ | --------------------------------------- | -- | --------------- |
| 1  | Tom Danielson      | Garmin-Sharp                            | en | 4 h 18 min 53 s |
| 2  | Ben Hermans        | BMC Racing                              | +  | 57 s            |
| 3  | Christopher Horner | Lampre-Merida                           |    | 57 s            |
| 4  | Winner Anacona     | Lampre-Merida                           |    | 1 min 47 s      |
| 5  | Alex Diniz         | Funvic Brasilinvest-São José dos Campos |    | 2 min 07 s      |
| 6  | Wilco Kelderman    | Belkin                                  |    | 2 min 07 s      |
| 7  | George Bennett     | Cannondale                              |    | 2 min 26 s      |
| 8  | Carter Jones       | Optum-Kelly Benefit Stratégies          |    | 2 min 31 s      |
| 9  | Cadel Evans        | BMC Racing                              |    | 2 min 43 s      |
| 10 | Lachlan Norris     | Drapac                                  |    | 2 min 51 s      |

|    | Coureur            | Équipe                                  |    | Temps            |
| -- | ------------------ | --------------------------------------- | -- | ---------------- |
| 1  | Tom Danielson      | Garmin-Sharp                            | en | 18 h 42 min 53 s |
| 2  | Christopher Horner | Lampre-Merida                           |    | 57 s             |
| 3  | Ben Hermans        | BMC Racing                              | +  | 57 s             |
| 4  | Winner Anacona     | Lampre-Merida                           |    | 1 min 47 s       |
| 5  | Wilco Kelderman    | Belkin                                  |    | 2 min 07 s       |
| 6  | Alex Diniz         | Funvic Brasilinvest-São José dos Campos |    | 2 min 07 s       |
| 7  | George Bennett     | Cannondale                              |    | 2 min 26 s       |
| 8  | Carter Jones       | Optum-Kelly Benefit Stratégies          |    | 2 min 31 s       |
| 9  | Cadel Evans        | BMC Racing                              |    | 2 min 43 s       |
| 10 | Lachlan Norris     | Drapac                                  |    | 2 min 51 s       |

### 5eétape
|    | Coureur         | Équipe                          |    | Temps           |
| -- | --------------- | ------------------------------- | -- | --------------- |
| 1  | Eric Young      | Optum-Kelly Benefit Stratégies  | en | 3 h 49 min 29 s |
| 2  | Jure Kocjan     | SmartStop                       | +  | m.t             |
| 3  | Kiel Reijnen    | UnitedHealthcare                |    | m.t             |
| 4  | Robert Wagner   | Belkin                          |    | m.t             |
| 5  | Rick Zabel      | BMC Racing                      |    | m.t             |
| 6  | Ben Hermans     | BMC Racing                      |    | m.t             |
| 7  | Dion Smith      | Hincapie Sportswear Development |    | m.t             |
| 8  | Alex Kirsch     | Trek Factory Racing             |    | m.t             |
| 9  | Serghei Tvetcov | Jelly Belly-Maxxis              |    | m.t             |
| 10 | Alan Marangoni  | Cannondale                      |    | m.t             |

|    | Coureur            | Équipe                                  |    | Temps            |
| -- | ------------------ | --------------------------------------- | -- | ---------------- |
| 1  | Tom Danielson      | Garmin-Sharp                            | en | 22 h 32 min 22 s |
| 2  | Christopher Horner | Lampre-Merida                           |    | 57 s             |
| 3  | Ben Hermans        | BMC Racing                              | +  | 57 s             |
| 4  | Winner Anacona     | Lampre-Merida                           |    | 1 min 47 s       |
| 5  | Wilco Kelderman    | Belkin                                  |    | 2 min 07 s       |
| 6  | Alex Diniz         | Funvic Brasilinvest-São José dos Campos |    | 2 min 07 s       |
| 7  | George Bennett     | Cannondale                              |    | 2 min 26 s       |
| 8  | Carter Jones       | Optum-Kelly Benefit Stratégies          |    | 2 min 31 s       |
| 9  | Cadel Evans        | BMC Racing                              |    | 2 min 43 s       |
| 10 | Lachlan Norris     | Drapac                                  |    | 2 min 51 s       |

### 6eétape
|    | Coureur            | Équipe                          |    | Temps           |
| -- | ------------------ | ------------------------------- | -- | --------------- |
| 1  | Cadel Evans        | BMC Racing                      | en | 4 h 34 min 31 s |
| 2  | Joey Rosskopf      | Hincapie Sportswear Development | +  | 3 s             |
| 3  | Riccardo Zoidl     | Trek Factory Racing             |    | 7 s             |
| 4  | Wilco Kelderman    | Belkin                          |    | 7 s             |
| 5  | Christopher Horner | Lampre-Merida                   |    | 14 s            |
| 6  | Tom Danielson      | Garmin-Sharp                    |    | 14 s            |
| 7  | Winner Anacona     | Lampre-Merida                   |    | 19 s            |
| 8  | Lucas Euser        | UnitedHealthcare                |    | 35 s            |
| 9  | Carter Jones       | Optum-Kelly Benefit Stratégies  |    | 35 s            |
| 10 | Ben Hermans        | BMC Racing                      |    | 43 s            |

|    | Coureur            | Équipe                                  |    | Temps            |
| -- | ------------------ | --------------------------------------- | -- | ---------------- |
| 1  | Tom Danielson      | Garmin-Sharp                            | en | 27 h 07 min 07 s |
| 2  | Christopher Horner | Lampre-Merida                           | +  | 57 s             |
| 3  | Ben Hermans        | BMC Racing                              |    | 1 min 26 s       |
| 4  | Winner Anacona     | Lampre-Merida                           |    | 1 min 52 s       |
| 5  | Wilco Kelderman    | Belkin                                  |    | 2 min 00 s       |
| 6  | Cadel Evans        | BMC Racing                              |    | 2 min 29 s       |
| 7  | Carter Jones       | Optum-Kelly Benefit Stratégies          |    | 2 min 52 s       |
| 8  | Alex Diniz         | Funvic Brasilinvest-São José dos Campos |    | 3 min 28 s       |
| 9  | George Bennett     | Cannondale                              |    | 3 min 40 s       |
| 10 | Matthew Busche     | Trek Factory Racing                     |    | 4 min 10 s       |

### 7eétape
|    | Coureur            | Équipe                         |    | Temps           |
| -- | ------------------ | ------------------------------ | -- | --------------- |
| 1  | Cadel Evans        | BMC Racing                     | en | 4 h 34 min 31 s |
| 2  | Wilco Kelderman    | Belkin                         | +  | m.t             |
| 3  | Winner Anacona     | Lampre-Merida                  |    | m.t             |
| 4  | Christopher Horner | Lampre-Merida                  |    | m.t             |
| 5  | Tom Danielson      | Garmin-Sharp                   |    | 5 s             |
| 6  | Carter Jones       | Optum-Kelly Benefit Stratégies |    | 10 s            |
| 7  | Ben Hermans        | BMC Racing                     |    | 25 s            |
| 8  | George Bennett     | Cannondale                     |    | 25 s            |
| 9  | Lachlan Norris     | Drapac                         |    | 25 s            |
| 10 | Yannick Eijssen    | BMC Racing                     |    | 25 s            |

|    | Coureur            | Équipe                                  |    | Temps            |
| -- | ------------------ | --------------------------------------- | -- | ---------------- |
| 1  | Tom Danielson      | Garmin-Sharp                            | en | 30 h 18 min 04 s |
| 2  | Christopher Horner | Lampre-Merida                           | +  | 52 s             |
| 3  | Winner Anacona     | Lampre-Merida                           |    | 1 min 43 s       |
| 4  | Ben Hermans        | BMC Racing                              |    | 1 min 46 s       |
| 5  | Wilco Kelderman    | Belkin                                  |    | 1 min 49 s       |
| 6  | Cadel Evans        | BMC Racing                              |    | 2 min 14 s       |
| 7  | Carter Jones       | Optum-Kelly Benefit Stratégies          |    | 2 min 57 s       |
| 8  | Alex Diniz         | Funvic Brasilinvest-São José dos Campos |    | 3 min 48 s       |
| 9  | George Bennett     | Cannondale                              |    | 4 min 00 s       |
| 10 | Lachlan Norris     | Drapac                                  |    | 4 min 59 s       |

## Classements finals

### Classement général
|    | Cycliste           | Pays             | Équipe                                  |    | Temps            |
| -- | ------------------ | ---------------- | --------------------------------------- | -- | ---------------- |
| 1  | Tom Danielson      | États-Unis       | Garmin-Sharp                            | en | 30 h 18 min 04 s |
| 2  | Christopher Horner | États-Unis       | Lampre-Merida                           | +  | 52 s             |
| 3  | Winner Anacona     | Colombie         | Lampre-Merida                           |    | 1 min 43 s       |
| 4  | Ben Hermans        | Belgique         | BMC Racing                              |    | 1 min 46 s       |
| 5  | Wilco Kelderman    | Pays-Bas         | Belkin                                  |    | 1 min 49 s       |
| 6  | Cadel Evans        | Australie        | BMC Racing                              |    | 2 min 14 s       |
| 7  | Carter Jones       | États-Unis       | Optum-Kelly Benefit Stratégies          |    | 2 min 57 s       |
| 8  | Alex Diniz         | Brésil           | Funvic Brasilinvest-São José dos Campos |    | 3 min 48 s       |
| 9  | George Bennett     | Nouvelle-Zélande | Cannondale                              |    | 4 min 00 s       |
| 10 | Lachlan Norris     | Australie        | Drapac                                  |    | 4 min 59 s       |

### Classements annexes
|   | Cycliste      | Équipe           | Points |
| - | ------------- | ---------------- | ------ |
| 1 | Jure Kocjan   | SmartStop        | 46     |
| 2 | Kiel Reijnen  | UnitedHealthcare | 35     |
| 3 | Michael Schär | BMC Racing       | 21     |

|   | Cycliste        | Équipe                          | Points |
| - | --------------- | ------------------------------- | ------ |
| 1 | Joey Rosskopf   | Hincapie Sportswear Development | 50     |
| 2 | Robin Carpenter | Hincapie Sportswear Development | 38     |
| 3 | Tom Danielson   | Garmin-Sharp                    | 33     |

|   | Cycliste         | Équipe                          |    | Temps            |
| - | ---------------- | ------------------------------- | -- | ---------------- |
| 1 | Dylan Teuns      | BMC Racing                      | en | 30 h 28 min 07 s |
| 2 | Clément Chevrier | Trek Factory Racing             | +  | 14 s             |
| 3 | Dion Smith       | Hincapie Sportswear Development |    | 16 min 15 s      |

|   | Équipe              | Pays       |    | Temps            |
| - | ------------------- | ---------- | -- | ---------------- |
| 1 | Lampre-Merida       | Italie     | en | 91 h 03 min 59 s |
| 2 | BMC Racing          | États-Unis | +  | 2 min 08 s       |
| 3 | Trek Factory Racing | États-Unis |    | 17 min 32 s      |

## Évolution des classements
| Étape              | Vainqueur          | Classement général | Classement par points | Classement du meilleur grimpeur | Classement du meilleur jeune | Classement par équipes | Coureur le plus combatif |
| ------------------ | ------------------ | ------------------ | --------------------- | ------------------------------- | ---------------------------- | ---------------------- | ------------------------ |
| 1                  | Moreno Hofland     | Moreno Hofland     | Moreno Hofland        | Robin Carpenter                 | Rick Zabel                   | BMC Racing             | Mitja Mahorič            |
| 2                  | Michael Schär      | Jure Kocjan        | Jure Kocjan           | Joey Rosskopf                   | Tanner Putt                  | BMC Racing             | Jens Voigt               |
| 3                  | Moreno Hofland     | Jure Kocjan        | Moreno Hofland        | Robin Carpenter                 | Robin Carpenter              | BMC Racing             | Lucas Euser              |
| 4                  | Tom Danielson      | Tom Danielson      | Moreno Hofland        | Robin Carpenter                 | Clément Chevrier             | Lampre-Merida          | Alex Diniz               |
| 5                  | Eric Young         | Tom Danielson      | Jure Kocjan           | Robin Carpenter                 | Clément Chevrier             | Lampre-Merida          | Jeff Louder              |
| 6                  | Cadel Evans        | Tom Danielson      | Jure Kocjan           | Joey Rosskopf                   | Clément Chevrier             | Lampre-Merida          | Joey Rosskopf            |
| 7                  | Cadel Evans        | Tom Danielson      | Jure Kocjan           | Joey Rosskopf                   | Dylan Teuns                  | Lampre-Merida          | Winner Anacona           |
| Classements finals | Classements finals | Tom Danielson      | Jure Kocjan           | Joey Rosskopf                   | Dylan Teuns                  | Lampre-Merida          | -                        |